# Autoritat del Gran Londres
L'Autoritat del Gran Londres (GLA), en anglès Greater London Authority, és el govern de la regió del Gran Londres, Anglaterra. Coneguda col·loquialment pel metònim City Hall, és l'òrgan de govern regional descentralitzat del Gran Londres. Consta de dues branques polítiques: l'Alcaldia executiva (actualment liderada per Sadiq Khan) i l'Assemblea de Londres composta per 25 membres, que serveix com a mitjà de control i equilibri de la primera.
Des del maig de 2016, ambdues branques estan sota el control del Partit Laborista de Londres. L'autoritat es va establir l'any 2000, després d'un referèndum local, i deriva la majoria dels seus poders de la Greater London Authority Act 1999 i la Greater London Authority Act 2007.